# Egbert Hirschfelder
Egbert Hirschfelder (Berlino, 13 luglio 1942 – Berlino, 31 maggio 2022) è stato un canottiere tedesco.

## Palmarès

### Olimpiadi
- 2 medaglie:
  - 2 ori (Città del Messico 1968 nell'otto[2]; Tokyo 1964 nel quattro con[3])

### Europei
- 3 medaglie:
  - 2 ori (Copenaghen 1963 nel quattro con[3]; Vichy 1967 nell'otto[2])
  - 1 argento (Amsterdam 1964 nel quattro con[3])